# Bosnia ed Erzegovina ai XXI Giochi olimpici invernali
La Bosnia ed Erzegovina ha partecipato ai XXI Giochi olimpici invernali di Vancouver, che si sono svolti dal 12 al 28 febbraio 2010, con una delegazione di cinque atleti.

## Biathlon
| Gara              | Atleta        | Penalità    | Tempo d'arrivo | Posizione  |
| ----------------- | ------------- | ----------- | -------------- | ---------- |
| 7,5 km sprint     | Tanja Karisik | 2 (2+0)     | 25'24"1        | 88         |
| 15 km individuale | Tanja Karisik | 4 (1+1+2+ ) | non finito     | non finito |

## Sci alpino
| Gara    | Atleta      | 1° manche | 2° manche | Tempo totale | Posizione |
| ------- | ----------- | --------- | --------- | ------------ | --------- |
| Slalom  | Marko Rudic | 53"70     | 55"46     | 1'49"16      | 36        |
| Gigante | Marko Rudic | 1'26"85   | 1'29"51   | 2'56"36      | 58        |

| Gara    | Atleta         | 1° manche | 2° manche  | Tempo totale | Posizione |
| ------- | -------------- | --------- | ---------- | ------------ | --------- |
| Slalom  | Maja Klepić    | 59"43     | non finito |              |           |
| Slalom  | Žana Novaković | 58"19     | 57"76      | 1'55"95      | 40        |
| Gigante | Maja Klepić    | 1'27"37   | 1'22"97    | 2'50"34      | 52        |
| Gigante | Žana Novaković | 1'22"77   | 1'18"02    | 2'40"79      | 41        |

## Sci di fondo
| Gara                   | Atleta            | Tempo d'arrivo | Posizione |
| ---------------------- | ----------------- | -------------- | --------- |
| 15 km a tecnica libera | Mladen Plakalovic | 39'41"4        | 78        |

| Gara                   | Atleta        | Tempo d'arrivo | Posizione |
| ---------------------- | ------------- | -------------- | --------- |
| 10 km a tecnica libera | Tanja Karisik | 31'30"4        | 72        |